# Chaim Paltiel
Chaim Paltiel (auch bekannt als Paltiel von Falaise) war ein französischer Bibelkommentator des 13. Jahrhunderts und Enkel des Tosafisten Samuel von Falaise (Sir Morel). Ein anonymer Kommentator des Pentateuch (Münchner Manuskript Nr. 62) zitiert häufig einen anderen Kommentar (pshatim) zum Pentateuch, dessen Autor er einmal „meinen Lehrer, Ḥayyim von Falaise“ nennt; an anderen Stellen spricht er von „Ḥayyim“, häufiger aber von „Ḥayyim Paltiel“. Viele Passagen aus Ḥayyims Kommentar stammen von Isaac b. Judah ha-Levi in seinem „Paʿeneaḥ Raza“ (פַּעְנֵחַ רָזָא, Münchner Manuskript Nr. 50). Der Kommentar heißt dort „Peri ʿEẓ, Ḥayyim“, und der Autor heißt „Ḥayyim Paltiel“ oder häufiger „Paltiel Gaon“; er wird auch als Lehrer von Isaac b. Juda erwähnt.

## Begriffserklärung
Entgegen Ziemlichs Vermutung kam Gross zu dem Schluss, dass Ḥayyim von Falaise nicht mit Ḥayyim Paltiel b. Jakob, Rabbiner von Magdeburg, der mit Meir von Rothenburg korrespondierte und von Solomon b. Adret zitiert wurde. Andererseits erwähnt Zunz zehn liturgische Stücke, die von „Ḥayyim b. Baruch, genannt Ḥayyim Paltiel“ komponiert wurden, der möglicherweise mit Ḥayyim von Falaise identisch ist. Zunz sagt (l.c.), dass er wahrscheinlich der Ḥayyim Paltiel von Magdeburg ist, wobei er vergisst, dass dessen Vater Jacob hieß und nicht Baruch.

## Literarischer Stil
Ḥayyims Kommentar hat einen aggadischen Charakter und zeigt, dass der Autor eine gründliche Kenntnis des Talmud besessen hat. Ḥayyim war eindeutig ein großer aschkenasischer Rischon und präsentiert typischerweise fein gewebte Erläuterungen der Worte und Verse vor dem Hintergrund des Midrasch-Gedankens, obwohl er sich manchmal in den Bereich der Remez vorwagt – die verborgenen Botschaften, die weitere Einblicke in breitere Anwendungen von Tora-Passagen bieten.